# Suriname en de Caricom
Suriname is sinds 1995 lid van de Caricom, de Caribische Gemeenschap (Engels: Carribean Community (CARICOM)) en behoort met Haïti (Franstalig) tot de enige niet-Engelstalige lidstaten.

## Voorgeschiedenis
In Suriname bestond al snel na oprichting van de Caricom, in 1973, de wens om ook tot deze internationale organisatie toe te treden. Het duurde echter nog jaren voordat dit zou worden omgezet. Tegenstanders van toetreding maakten zich zorgen dat het land overspoeld zou worden met producten uit de regio, bovendien zouden heffingen op bijvoorbeeld bauxiet wegvallen. Ook bestond bij leiders van de verschillende etnische groepen huiverigheid voor een te grote invloed van de Verenigde Staten in de regio middels toepassing van een verdeel- en heerspolitiek. Het land wilde in de jaren na de onafhankelijkheid proberen los te komen van koloniale verhoudingen en de opbrengsten uit de natuurlijke hulpbronnen zoveel mogelijk gelijk verdelen. Suriname had daarom jarenlang de status van waarnemer.
Vanaf eind van de jaren 1980 kwam er ook ruimte voor een harmoniemodel in de politieke cultuur, onder andere door het gedachtegoed van politici als Lachmon. Daar ging het om totstandbrenging van interetnische samenwerking ter bevordering van maatschappelijke vrede en politieke rust. Er kwam een bredere interesse voor samenwerking in de Caraïbische regio en Suriname vroeg uiteindelijk in mei 1994 het lidmaatschap van de Caricom aan. Belangrijke redenen waren het leggen van een stevige basis voor de ontwikkeling van grensoverschrijdende economische activiteiten en het doorbreken van de "mono-relatie" met Nederland. Tijdens de ambtsperiode van minister Subhas Mungra van Buitenlandse Zaken kwam het tot een overeenkomst tot toetreding tot de (toendertijd) Caribische gemeenschap en gemeenschappelijke markt.  President Ronald Venetiaan ratificeerde het toetredingsdocument op 4 juli 1995 in Paramaribo in aanwezigheid van Edwin Carrington, de secretaris-generaal van de Caribische gemeenschap. Op dat moment was Suriname het enige niet-Engelstalige land in de gemeenschap.
Na toetreding moest het Surinaamse parlement enkele wettelijke regelingen aanpassen of afschaffen, zo week het op Europese leest geschoeide tariefstelsel af van de regelingen die de leden van Caricom hanteren.

## Gevolgen en resultaten
Een van de gevolgen van het Caricom-lidmaatschap was dat brandstof vrijwel zonder invoerrechten het land kon binnenkomen.
Medio jaren 2010 maakte de Surinaamse regering de balans op en onderzocht de voor- en nadelen van lidmaatschap van de Cariom. Aanleiding vormde de uittreding van het Verenigd Koninkrijk uit de Europese Unie (Brexit). De volgende ontwikkelingen in Suriname zijn voortgekomen uit het lidmaatschap van de Caricom:
- Invoering van het Caricom-paspoort, als eerste lidstaat[3]
- Invoering van het Nationaal Jeugdparlement (2004-2020)[3]
- Het eerste land met een eigen permanente ambassadeur voor de Caricom in Georgetown.[3] Terwijl Manorma Soeknandan plaatsvervangend secretaris-generaal van de Caricom werd, kende Suriname met Chantal Elsenhout een niet-residerend ambassadeur vanuit Paramaribo.[10]
- Rol in onderhandelingen, zoals rond kwesties met rijst en bananen.[3]

In 2022 werd president Chandrikapersad Santokhi van Suriname, als inkomend voorzitter van de Conferentie van regeringshoofden van de Caricom, door toenmalig voorzitter van de Groep van Twintig (G20), president Joko Widodo van Indonesië, uitgenodigd om als gast deel te nemen aan de G20-top in Bali. Minister van Buitenlandse Zaken, International Business en Internationale Samenwerking Albert Ramdin, nam op 7 juli 2022 virtueel deel aan de G-20 Foreign Ministers’ Meeting (FMM). Daar ging van 3-5 juli in Paramaribo de Regeringsleidersbijeenkomst aan vooraf, waar de focus lag op voedsel- en energiezekerheid en klimaatfinanciering. Ter vervanging van de president bezocht Ramdin op 15 en 16 november de G20-top waar hij over deze onderwerpen twee interventies hield. De deelname werd door de regering een succes genoemd.

## Caricom-instituten in Suriname
De volgende Caricom-instituten zijn in Suriname gevestigd:
- 2008: Caribbean Regional Information and Translation Institute (CRITI), het vertaal- en informatie instituut[3]
- 2008: Caricom Competition Commission (CCC), de mededingingsautoriteit[3]
- 2010: Caribbean Agricultural Health and Food Safety Agency (CAHFSA), voor de waarborg van sanitaire en fytosanitaire maatstaven in de landbouw.[3]

## Ambassadeurs
De volgende ambassadeurs hebben Suriname bij de Caricom vertegenwoordigd:
| Ambassadeur                   | start        | vertrek       | opmerking                                                  |
| ----------------------------- | ------------ | ------------- | ---------------------------------------------------------- |
| Henk Illes                    | 1995         | circa 2001    |                                                            |
| Manorma Soeknandan            | januari 2002 |               | 2013-2021: plaatsvervangend secretaris-generaal            |
| Chantal Elsenhout             | oktober 2018 | december 2019 |                                                            |
| Chairmé Haakmat-Konigferander | januari 2020 |               | tevens ambassadeur bij de Associatie van Caribische Staten |